# Municipio de Union (condado de Ripley)
El municipio de Union (en inglés: Union Township) es un municipio ubicado en el condado de Ripley en el estado estadounidense de Misuri. En el año 2010 tenía una población de 377 habitantes y una densidad poblacional de 4,36 personas por km².

## Geografía
El municipio de Union se encuentra ubicado en las coordenadas 36°33′11″N 90°58′8″O / 36.55306, -90.96889. Según la Oficina del Censo de los Estados Unidos, el municipio tiene una superficie total de 86.4 km², de la cual 86,4 km² corresponden a tierra firme y (0 %) 0 km² es agua.

## Demografía
Según el censo de 2010, había 377 personas residiendo en el municipio de Union. La densidad de población era de 4,36 hab./km². De los 377 habitantes, el municipio de Union estaba compuesto por el 91,78 % blancos, el 5,04 % eran afroamericanos, el 0,27 % eran de otras razas y el 2,92 % eran de una mezcla de razas. Del total de la población el 1,06 % eran hispanos o latinos de cualquier raza.